# José Luis Busaniche
José Luis Busaniche (Santa Fe, 1892 - San Isidro, 1959) fue un abogado e historiador argentino.

## Biografía
Busaniche nació en el seno de una familia acomodada de raíces croatas (Busanić o Busanich); uno de sus sobrinos, Julio J. Busaniche, fue diputado nacional por Santa Fe y candidato a gobernador de la misma provincia. Estudió en el colegio de la Inmaculada Concepción (Jesuitas). Tras obtener su título de abogado en 1919, en la Facultad de Ciencias Sociales y Jurídicas de la Universidad de Santa Fe, entonces provincial, convertida en Universidad Nacional del Litoral en 1919, ejerció el cargo de Subsecretario de Instrucción Pública durante la gobernación del radical antipersonalista Ricardo Aldao, graduado del mismo e influyente colegio jesuita. Tras ese breve paso por la función pública provincial se volcó íntegramente a la investigación y docencia en el campo de la Historia.
En 1924 comenzó su carrera docente como profesor de francés en el Colegio Nacional de la ciudad de Santa Fe. Luego de un breve paso por la Facultad de Ciencias de la Educación de la Universidad Nacional del Litoral, fue designado profesor de Historia Argentina y Americana en el Instituto Nacional del Profesorado de Paraná, donde luego ocuparía también la cátedra de Historia del Arte. 
En 1938 se trasladó a Buenos Aires, donde formó parte de la Comisión Nacional de Museos, Monumentos y Lugares Históricos. Allí publicó numerosos artículos en revistas importantes de la época tales como la Revista de Humanidades de la Universidad Nacional de La Plata, el Boletín de la Junta de Historia y Numismática, o el Boletín del Instituto de Investigaciones Históricas de la Facultad de Filosofía y Letras de la Universidad de Buenos Aires, dirigida en aquellos años por Emilio Ravignani.
Busaniche es uno de los exponentes más destacados de la corriente denominada Revisionismo histórico en Argentina.

## Obra
Entre otros, es autor de los libros: 
- Estanislao López y el federalismo del Litoral (1927)
- Representación Nacional en Santa Fe: actas y otros documentos (1928)
- Misión Amenábar-Oro a las provincias del Interior en 1829 (1929)
- Rosas en la historia de Santa Fe (1929)
- Santa Fe y el Uruguay (1930)
- Formación histórica del Pacto Federal (1931)
- Diario de don Manuel Diez de Andino (1932)
- El bloqueo francés de 1838 y la misión Cullen: federalismo y rosismo (1934, reeditado y ampliado en 1945)
- Nuevas comprobaciones sobre la Misión Cullen (1936)
- Lecturas de Historia Argentina. Relatos de Contemporáneos, 1527-1870. (1938) Reeditado en 1959 bajo el título de Estampas del Pasado.
- Domingo Cullen (1939)
- San Martín visto por sus contemporáneos (1942)
- Rosas (1945)
- Rosas visto por sus contemporáneos (1955)
- Estampas del pasado -dos tomos- (1959)
- Historia Argentina (manuscritos inconclusos a la fecha de su muerte en 1959)
- Bolívar visto por sus contemporáneos (1960, publicación póstuma)